# Sint-Brixiuskerk (Etikhove)

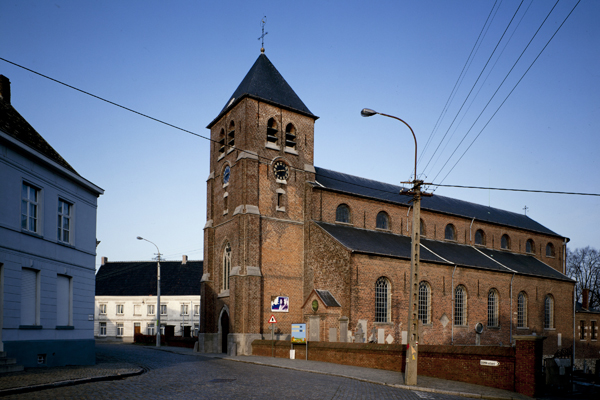
Sint-Brixiuskerk

De Sint-Brixiuskerk (ook: Sint-Britiuskerk) is de parochiekerk van de tot de Oost-Vlaamse gemeente Maarkedal behorende plaats Etikhove, gelegen aan de Etikhovestraat.

## Geschiedenis
In 1116 werd voor het eerst melding gemaakt van een kerkgebouw te Etikhove. Het patronaatsrecht werd toen gegund aan de Abdij van Liessies. Een restant van de toenmalige romaanse kerk is nog in de westgevel aanwezig. De westtoren, in laatgotische stijl, is mogelijk 15e-eeuws. Ook was er een tweebeukig kerkschip en een vlak afgesloten koor. In 1768 werd dan een zuidelijke zijbeuk toegevoegd.
In 1838 werd de kerk sterk gewijzigd en vergroot. Het middenschip werd verhoogd en verlengd in oostelijke richting, waardoor een nieuw koor noodzakelijk was. Door de verhoging van het middenschip kreeg de kerk een basilicaal uiterlijk. Het interieur werd omgevormd in neoclassicistische trant. In 1848 waren de werken voltooid en was ook het kerkmeubilair aangepast.
In 1897 werd de toren in neogotische trant gerestaureerd naar ontwerp van Alphonse Vossaert.

## Gebouw
Het betreft een driebeukige basilicale kerk  met westtoren die omstreeks 1520-1535 werd gebouwd. Het interieur is neoclassicistisch. De kerk bezit een vijftal 18e-eeuwse schilderijen waarvan er vier in het koorgestoelte zijn ingewerkt. Ook het hoofd- en de zij-altaren, de preekstoel en vier biechtstoelen zijn 18e-eeuws. Uit 1669 dateert een stenen epitaaf voor G. Ladeuze, heer van Etikhove. In de buitengevel zijn grafstenen uit de 17e, 18e en 19e eeuw ingemetseld.

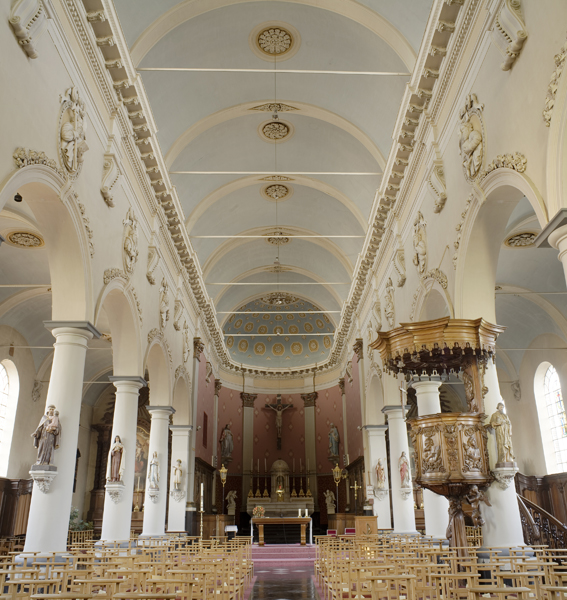
Interieur
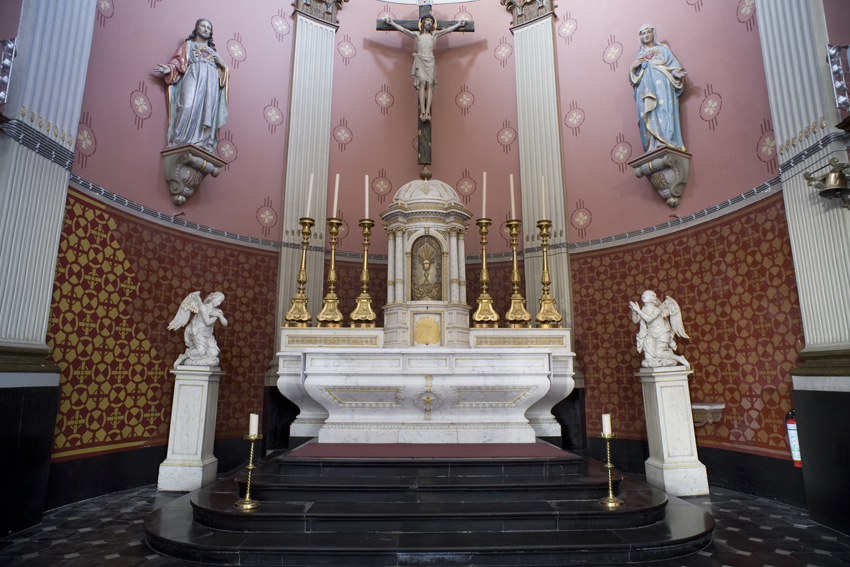
Altaar
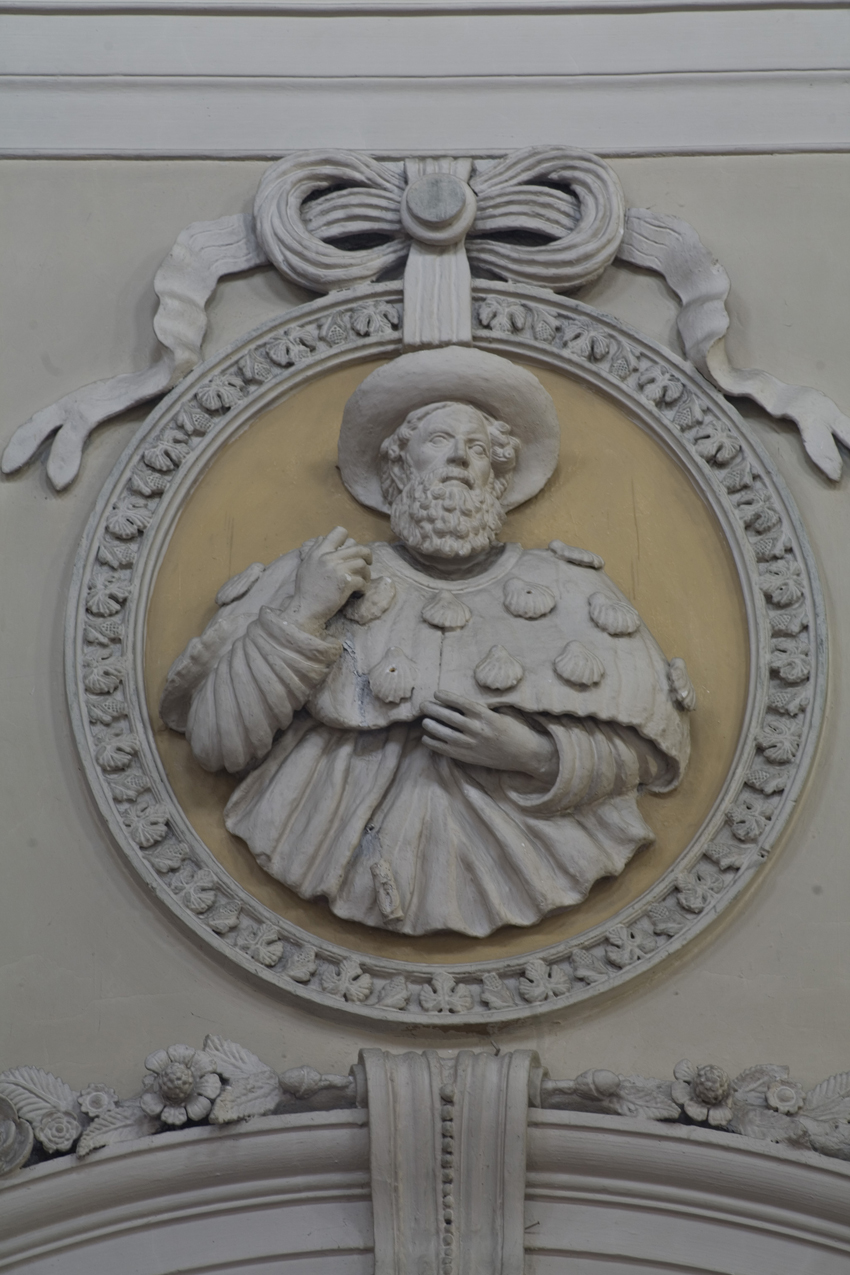
Medaillon in scheiwand
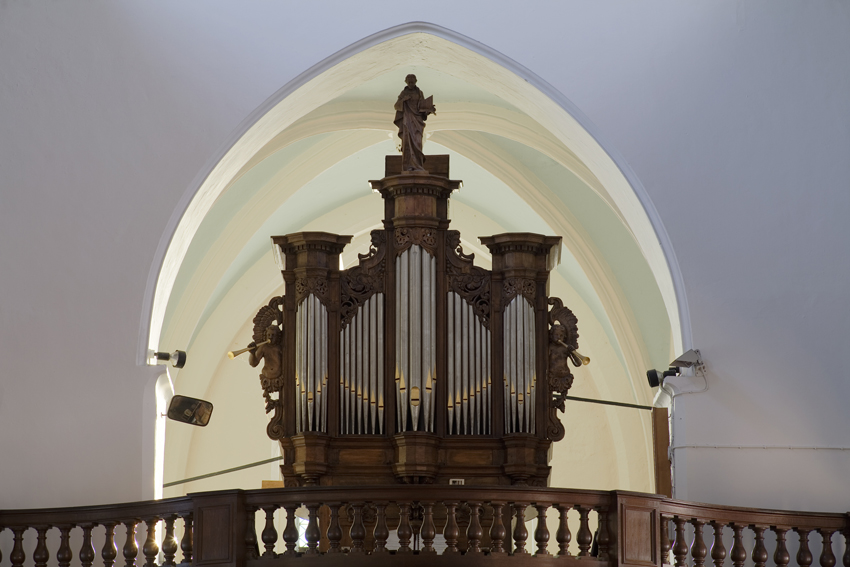
Orgel
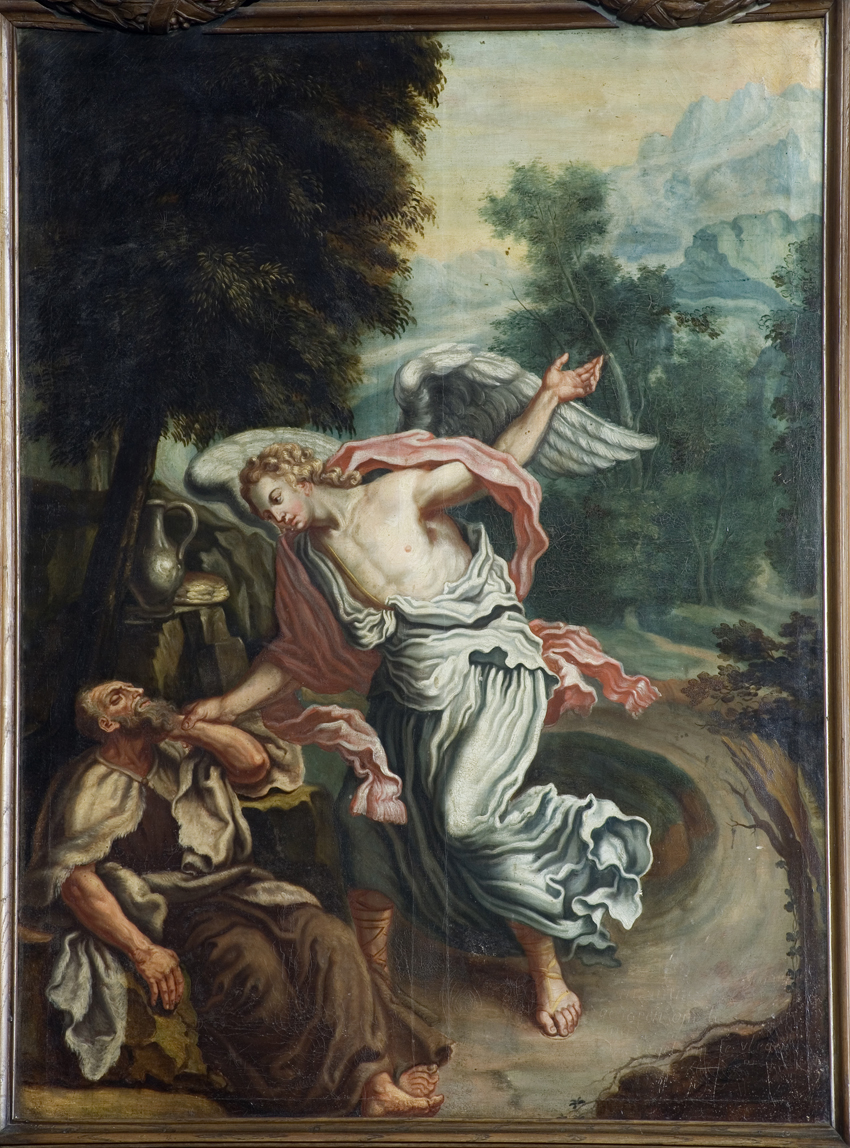
Schilderij